# Rogers (Dakota Północna)
Rogers – miasto w Stanach Zjednoczonych, w stanie Dakota Północna, w hrabstwie Barnes.